# Сајрано (Павија)
Сајрано је насеље у Италији у округу Павија, региону Ломбардија.
Према процени из 2011. у насељу је живело 1342 становника. Насеље се налази на надморској висини од 85 м.